# 7e bataillon colonial de commandos parachutistes
 (mai 2023).
La mise en forme du texte ne suit pas les recommandations de Wikipédia : il faut le « wikifier ».
Les points d'amélioration suivants sont les cas les plus fréquents. Le détail des points à revoir est peut-être précisé sur la page de discussion.
- Les titres sont pré-formatés par le logiciel. Ils ne sont ni en capitales, ni en gras.
- Le texte ne doit pas être écrit en capitales (les noms de famille non plus), ni en gras, ni en italique, ni en « petit »…
- Le gras n'est utilisé que pour surligner le titre de l'article dans l'introduction, une seule fois.
- L'italique est rarement utilisé : mots en langue étrangère, titres d'œuvres, noms de bateaux, etc.
- Les citations ne sont pas en italique mais en corps de texte normal. Elles sont entourées par des guillemets français : « et ».
- Les listes à puces sont à éviter, des paragraphes rédigés étant largement préférés. Les tableaux sont à réserver à la présentation de données structurées (résultats, etc.).
- Les appels de note de bas de page (petits chiffres en exposant, introduits par l'outil «  Source ») sont à placer entre la fin de phrase et le point final[comme ça].
- Les liens internes (vers d'autres articles de Wikipédia) sont à choisir avec parcimonie. Créez des liens vers des articles approfondissant le sujet. Les termes génériques sans rapport avec le sujet sont à éviter, ainsi que les répétitions de liens vers un même terme.
- Les liens externes sont à placer uniquement dans une section « Liens externes », à la fin de l'article. Ces liens sont à choisir avec parcimonie suivant les règles définies. Si un lien sert de source à l'article, son insertion dans le texte est à faire par les notes de bas de page.
- La présentation des références doit suivre les conventions bibliographiques. Il est recommandé d'utiliser les modèles {{Ouvrage}}, {{Chapitre}}, {{Article}}, {{Lien web}} et/ou {{Bibliographie}}. Le mode d'édition visuel peut mettre en forme automatiquement les références.
- Insérer une infobox (cadre d'informations à droite) n'est pas obligatoire pour parachever la mise en page.

Pour une aide détaillée, merci de consulter Aide:Wikification.
Si vous pensez que ces points ont été résolus, vous pouvez retirer ce bandeau et améliorer la mise en forme d'un autre article.
Créé le 16 juillet 1949, le 7e BCCP bataillon colonial de commandos parachutistes devient 7e GCCP groupement colonial de commandos parachutistes le 1er octobre 1950, puis 7e BPC bataillon parachutistes colonial le 1er mars 1951. Le bataillon est dissous le 25 juillet 1954.

## Création et dénominations
- Création le 16/ 07 / 1949 du 7 BCCP
- 1950 . 1/1 stage pré- colonial .
- 22/06/1950 7 CIP créée à partir de la 5 CIP est rattaché 7 BCCP
- Devenu 7e G.C.C.P (Groupement Colonial de Commandos Parachutistes).
- Puis 7e B.P.C (Bataillon Parachutistes Coloniaux).
- Il devient le 7e R.P.C (Régiment Parachutistes Coloniaux).
- Puis 7e R.P.I.Ma (Régiment Parachutiste d'Infanterie de Marine).
- Ensuite 7e R.P.C.S (Régiment Parachutiste de Commandement et de Soutien) il sera dissous en 1992.

## Historique des garnisons, campagnes et batailles

### Guerre d'Indochine
. 1950 
04 / 08 débarque à HAIPHONG  
05/08 arrive à Hanoï 
du 16 au 26 septembre OPS " GREGOIRE " à CON DUNG 
27 / 09 retours HANOÏ  
1/10 ops PHOQUE sur THAI GUYEN  7 BCCP devient 7 GCCP 
- 1951
  - 9 janvier : Ops terrestre zone de Quan Yen pour dégager Tien YEN
  - 16-27 janvier : Ops INTERMEDE , region de Vinh Yen
  - 1er mars : 7 GCCP devient 7 BPC, GC 1 devient 13 CIE, GC 2 devient 14 CIE, GC 3 dissous
  - 5 mars au 7 avril : Ops terrestres région des sept pagodes et de Phu moi avec le GM 7
  - 8 avril au 29 mai : Ops terrestres région de Vien -tri et Vinh -Yen avec le GM 2
  - 30 mai : bataillon parachuté à DANG DONG opération avec le GM 1
  - 30 mai au 8 juin : bilan opération positif (449 VM tués) bataillon a 15 et 60 blessés
  - 8 au 16 juin : opération de l’évêché de BUI CHU
  - 19 au 21 Juillet opération dans la région de VANH-DINH avec 6 BPC
  - 1er au 11 aout : opération terrestre région de HAI - DUONG et NINH GIANG
  - 13 au 24 septembre : opération " MIRABELLE " bataillon a 3 tués
  - 25 au 29 septembre : opération  " CITRON ", bilan positif (23 VM tués, 200 prisonniers)
  - 1er au 10 octobre : opération " MANDARINE ", bataillon perd 18 tués, bilan positif (23 VM tués, important matériel)
  - 14 au 22 novembre : opération « LOTUS  » pour la prise de HOA - BINH
  - 26 novembre au 4 décembre : opération « DELPHINE  », pays Thaï (Ban Mo), secours avec le 3 BTM
  - 10 au 14 décembre : opération « JASMIN  », région de Son Tay

- 1952
  - 20 au 29 janvier : Bataille de Hòa Bình
  - 28 mai : Opération « Kangourou »

## Traditions

### Drapeau
Il porte, cousues en lettres d'or dans ses plis, les inscriptions suivantes :
Indochine 1950-1952-1954

### Décorations
citation 
1 OA (27/09/1951) 
1 OA  croix de guerre avec palmes  Fourragère aux couleurs de la croix TOE (10 /01 / 1952) 
PERTES TOTALES 
6 officiers 
9 sous - officiers 

70 parachutistes  

## Chefs de corps
- chef de bataillon DE fritcch 1/ 50 - 12/50
- chef de bataillon  CNE MOULIE (c.b 1/51) 12/50 -12/51
- CNE TARTONNE  12/51 - 7/52

## Faits d'armes faisant particulièrement honneur au régiment
Journal officiel du 27 septembre 1951, décision no 32, sur proposition du Secrétaire d’État à la guerre. Le vice-Président du conseil, ministre de la Défense Nationale.
Cité à l'Ordre de l'Armée 7e Bataillon de parachutiste coloniaux
"Splendide Bataillon de Parachutistes, qui, sous le Commandement du Chef de Bataillon Moulie, a déployé d'exceptionnelles qualités guerrières lors de la bataille de Ninh-Binh (fort Bernard De Lattre) du 30 mai au 10 juin 1951.
Le 30 mai 1951, débarquant un élément au sud du Day, devant l'ancien poste de Yen-Phuc, il effectue une reconnaissance offensive audacieuse, se heurte à un ennemi très supérieur en nombre lui inflige de lourdes pertes et déjoue, par une série de contre-attaques une manœuvre d'encerclement.
Le 6 juin 1951 chargé de défendre la position de Yen-Cu-Ha un autre élément du 7e B.P.C. est attaqué dans la nuit par quatre bataillons des meilleurs troupes ennemies. En dépit d'une forte préparation de l'adversaire, il résiste magnifiquement aux furieux assauts des masses ennemies fanatisées et maintient l'intégrité de sa position. Malgré des pertes sérieuses, il déclenche au lever du jour une contre-attaque victorieuse qui contraint l'ennemi à se replier en désordre, à laisser sur le terrain plus de 130 cadavres et s'empare d'un important armement, un canon sans recul, trois fusils mitrailleurs, dix-huit mitraillettes et dix-neuf fusils.
"A pris ainsi une part prépondérante au succès de nos armes sur le front du DAY".
La présente citation comporte l'attribution de la Croix de Guerre des théâtres d'opérations extérieurs avec palme. Elle ne donne pas droit au bénéfice d'une palme au chef de bataillon Moulie, cet officier étant proposé par ailleurs pour les mêmes faits.
Le 2e classe Cohin André appartenait au 7e B.P.C. lorsque cette unité a mérité la citation ci-dessus.
S.P. 51.703 le 10 décembre 1951, le chef de Bataillon Moulie commandant le 7e Bataillon de Parachutistes Coloniaux.
Imp. Sainte-Thérèse, Hanoï D2344

## Personnalités ayant servi au sein du régiment
- Philippe de Pirey, auteur de Opération Gachis.
- Jacques Alix

## Sources et bibliographie
- Collectif, Histoire des parachutistes français, Société de Production Littéraire, 1975.

### Sources et bibliographie
Cette présentation des origines des Parachutistes d'Infanterie de Marine est extraite du livre Les Troupes de Marine : 1622-1984 aux éditions Lavauzelle, livre écrit et édité à l'initiative de : la Fédération Nationale des Anciens d'Outre-Mer et anciens combattants des Troupes De Marine, l'Inspection des Troupes De Marine.